# エクリブリウム
エクリブリウム (Equilibrium) は、ドイツ出身のエピックメタル・バンド。

## 略歴

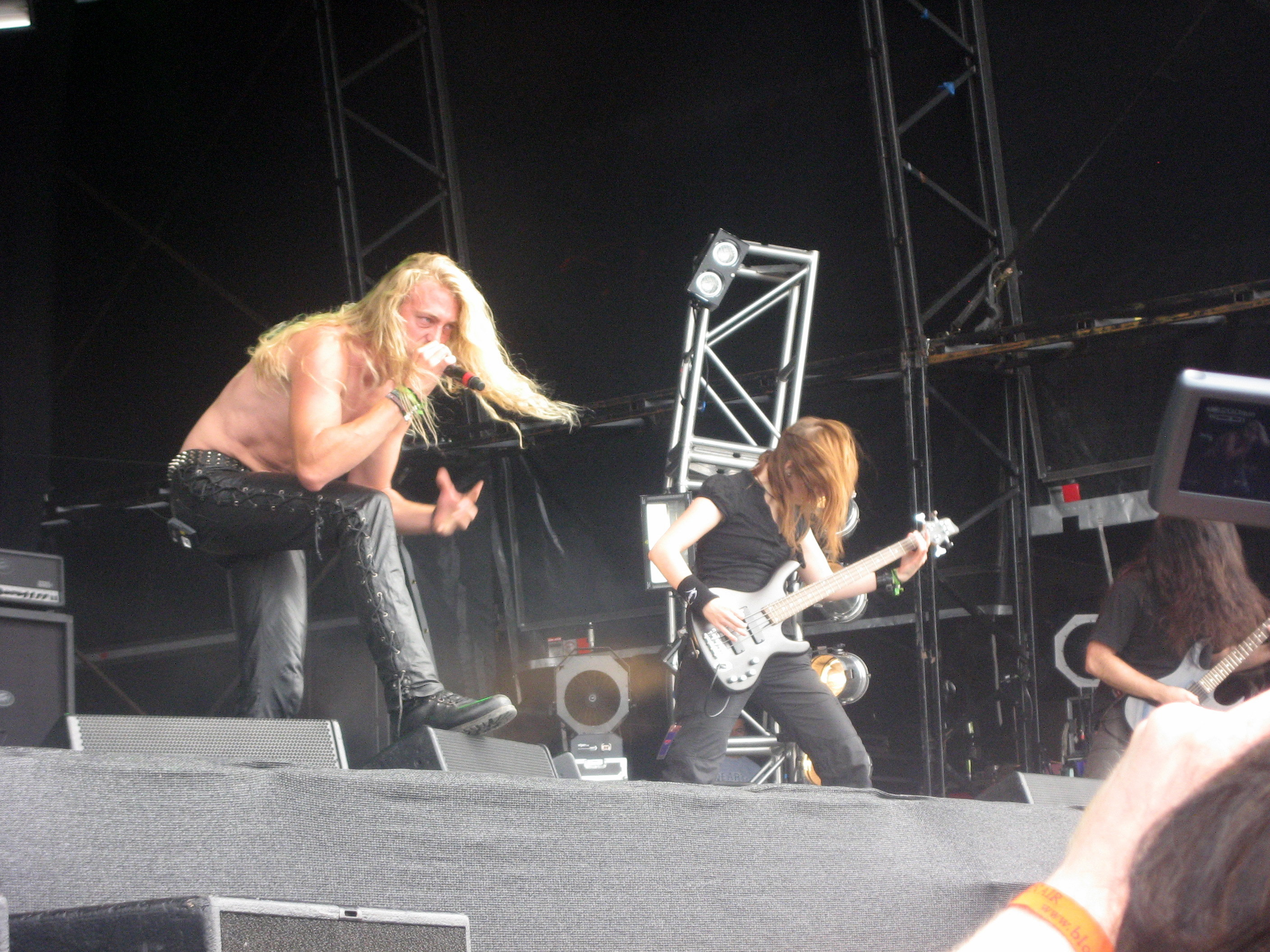
UK.ダービーシャー公演 (2009年8月)

2001年、男女混成をラインナップにバイエルン州シュタルンベルクで結成。同州のミュンヘンなどを拠点に活動を始める。
2005年、『神々の紋章 - Turis Fratyr - 』でデビューし、Commander、Sycronomicaと共にツアーを行った。
2006年にニュークリア・ブラストと契約し、2008年には2ndアルバム『サーガス - Sagas - 』をリリースした。
2010年、ヘルゲ・シュタング(Vo)と、マヌエル・ディ・カミッロ(Ds)が脱退し、ローベルト・ダン(Vo)が加入した。その後、3rdアルバム『Rekreatur』をレコーディングしリリース。マヌエル・ディ・カミッロ(Ds)が録音のみ協力した。レコーディング後に、トゥヴァル・レファエリ(Ds)が加入。
2013年、ミニアルバム『Waldschrein』をリリースした。アルバム内にはテレビゲームであるskyrimのテーマソングのカバー曲『Himmelsrand』も収録されている。
2014年6月、4thアルバム『Erdentempel』をリリースすることが発表された。その2日後にアンドレアス(G)、サンドラ(B)がリリース後にバンドを脱退し、代わりにドミニク・クレイ(G)、イェン・マユラ(B)が加入。オリジナルメンバーがベルティオム(G)だけになる。
2015年、マユラ(B)が脱退。代役にマルクス・ソルバルト(B)が参加し、翌年に正式加入。男女混成がここで途切れる。また来日公演を予定していたが、諸事情によりキャンセルした。
2016年、5thアルバム『Armageddon』をリリース。
2017年3月、2年越しの初来日公演。
2019年5月、新アルバムのリリース予告に合わせてベーシストのマルクス・ソルヴァルトが脱退し、新たにマルティン・バルギル (B)とスカディ・ローズハースト (Syn)の加入を発表。

## 音楽的特徴
ストリングスとフルートとエレクトリックギターなどで、ドイツの伝統的なメロディをリフに取り入れ、フォークメタルとシンフォニックブラックメタルの要素を含むサウンドが特徴。歌詞はゲルマン民族の話やゲルマン神話を主題としたものが多い。

## メンバー
※2019年9月時点 

### 現ラインナップ
- ローベルト・"ロブセ"・ダン (Robert "Robse" Dahn) - ボーカル (2010- )
- ルネ・"ベルタンマー"・ベルティオム (Rene "Berthammer" Berthiaume) - ギター/キーボード (2001- )[注 1]
- ドミニク・"ドン"・クレイ (Dominik "Dom" R. Crey) - ギター (2014- )
- マルティン・"スカール"・バルギル (Martin "Skar" Berger) - ベース (2019- )
ノルウェー出身。
- スカディ・ローズハースト (Skadi Rosehurst) - キーボード (2019- )
- トゥヴァル・"ハティ"・レファエリ (Tuval "Hati" Refaeli) - ドラムス (2010- )
イスラエル出身。

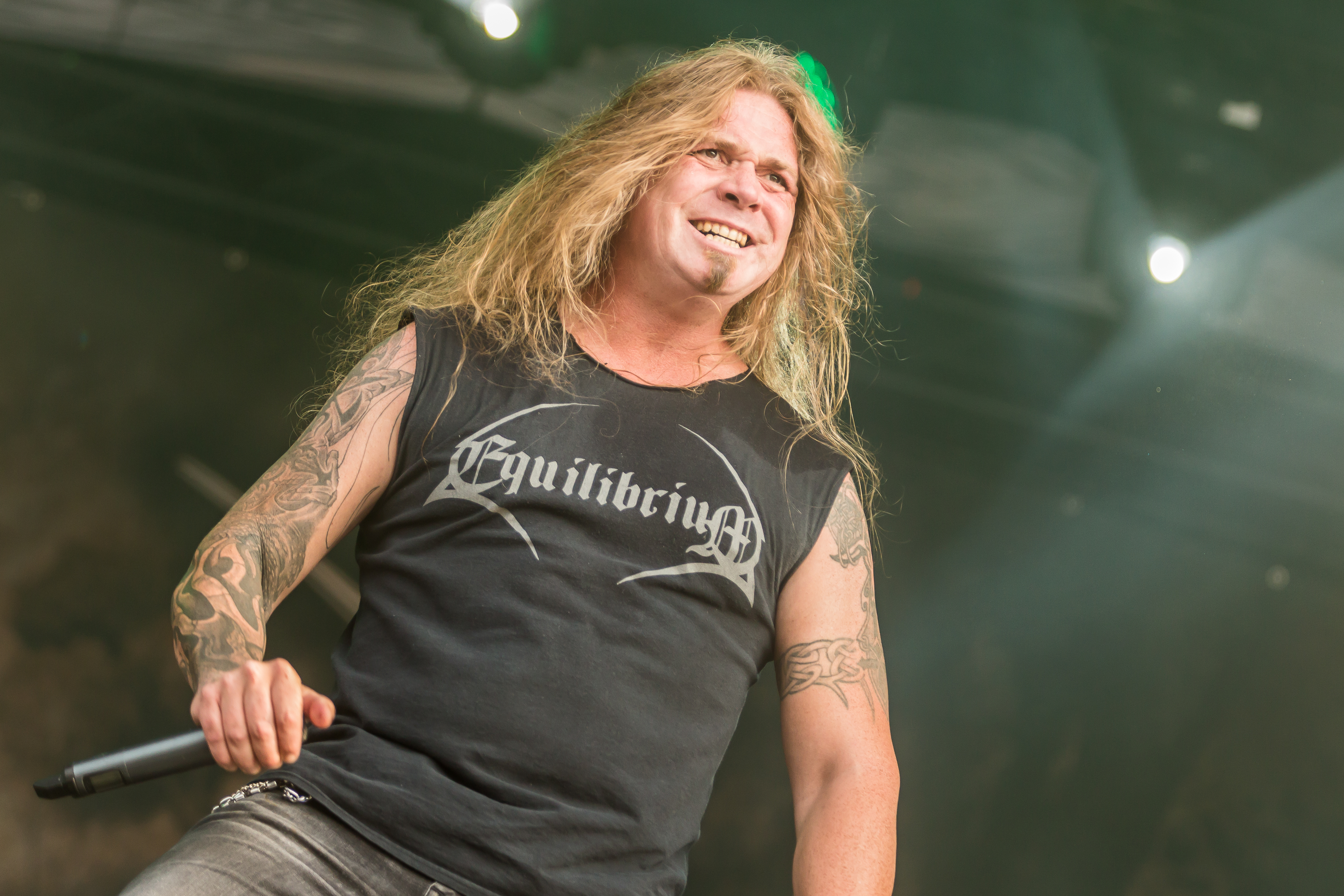
ロブセ(Vo) 2018年
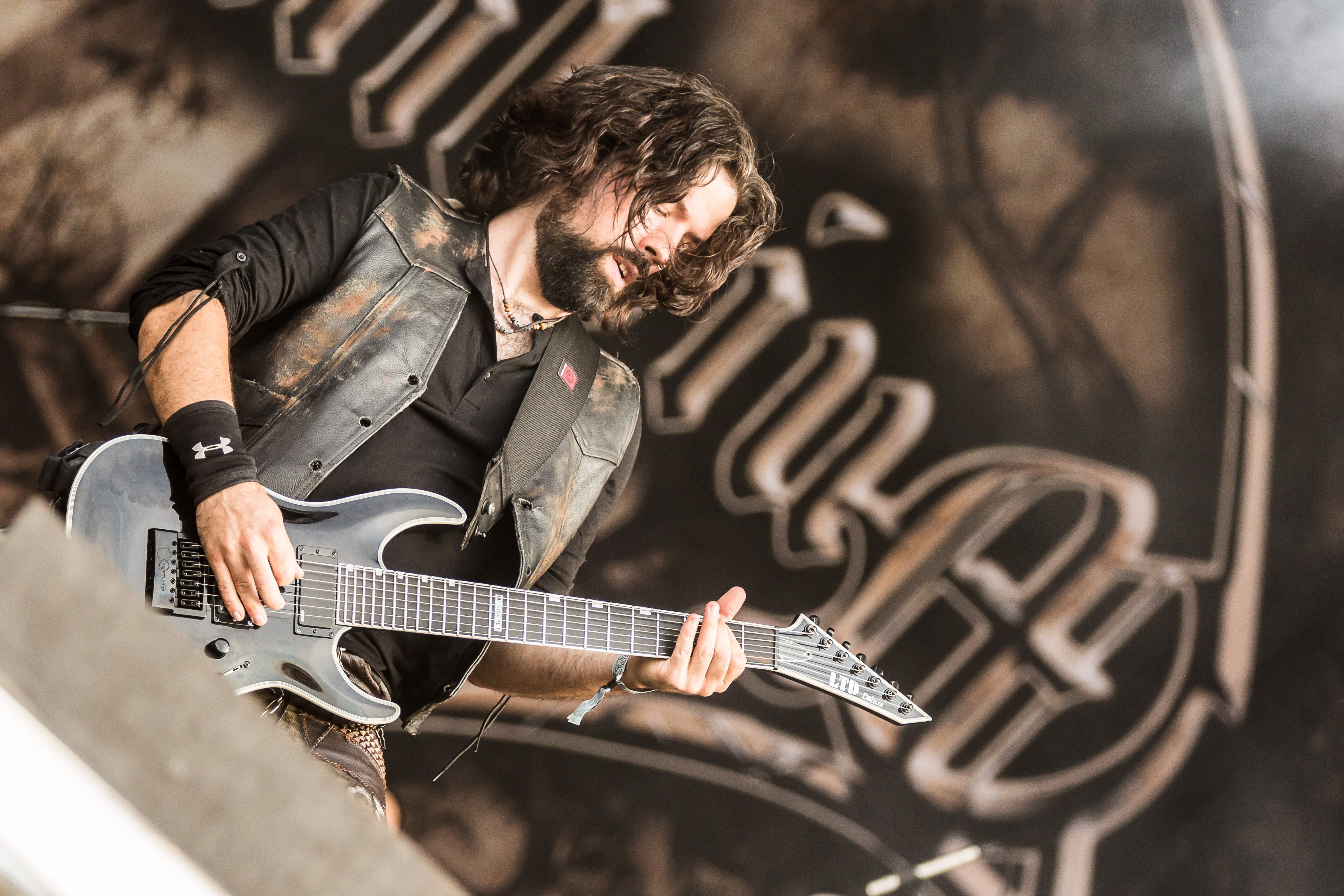
ルネ(G) 2018年
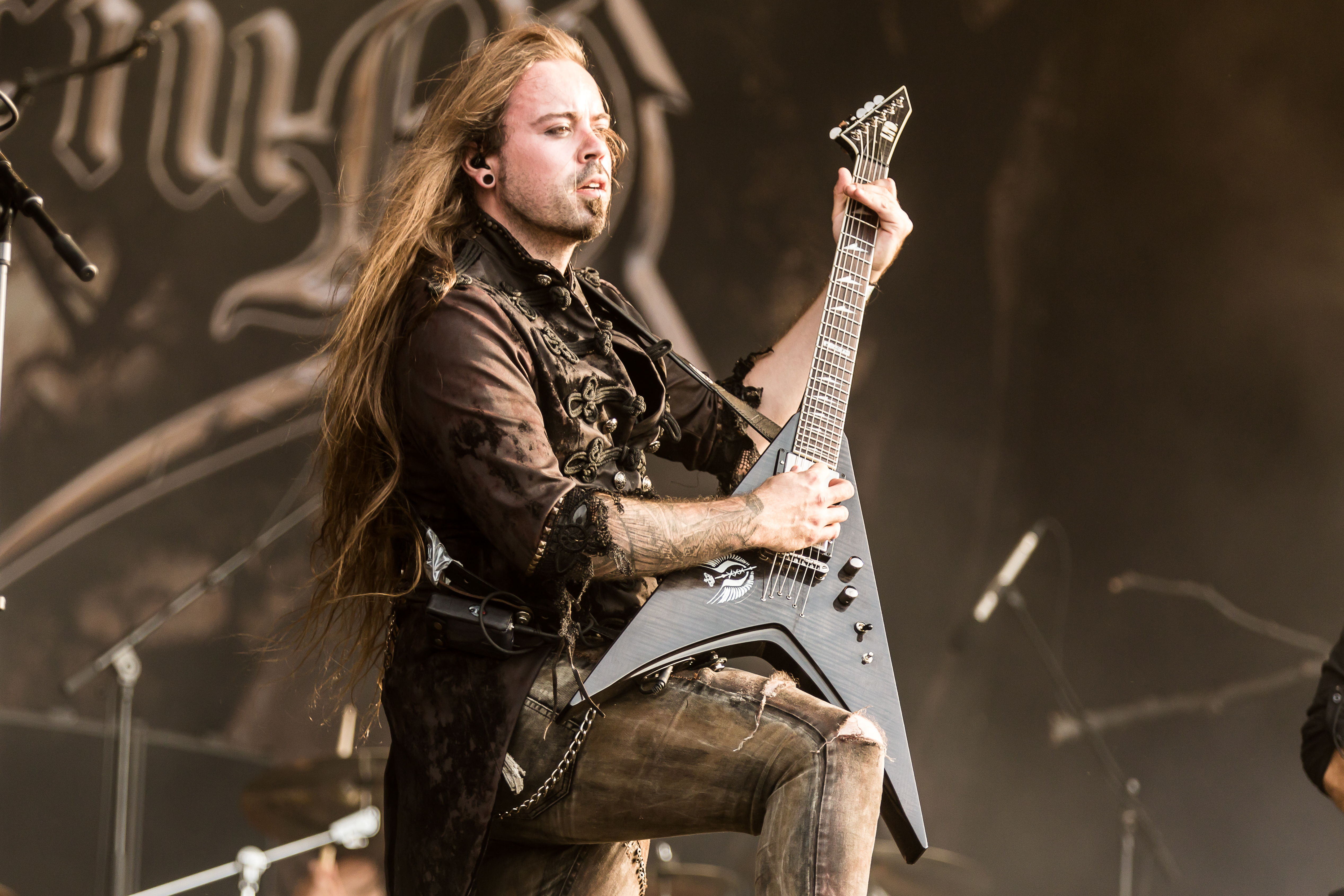
ドン(G) 2018年
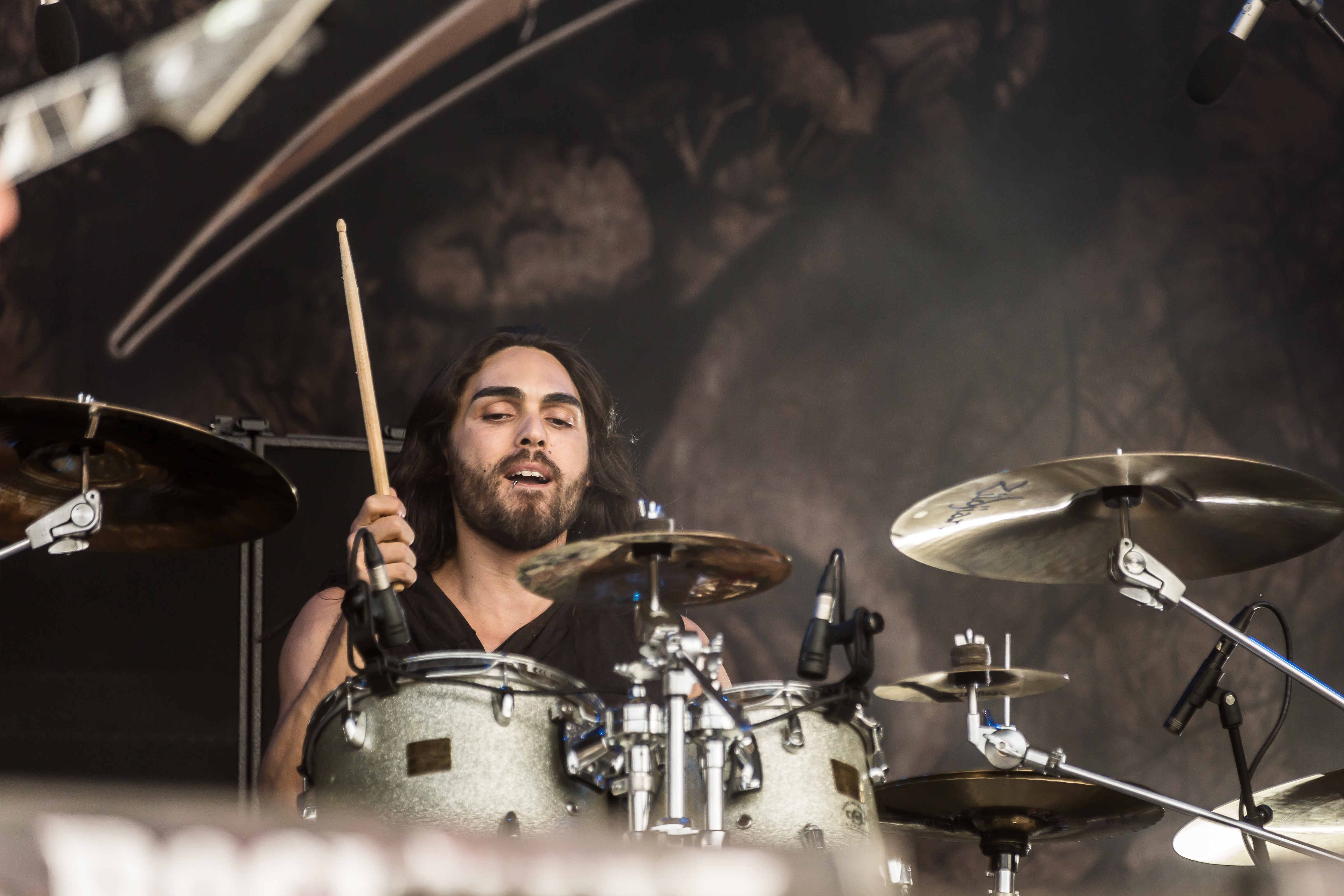
ハティ(Ds) 2018年

### 旧メンバー
- ヘルゲ・シュタング (Helge Stang) - ボーカル (2001-2010)
- アンドレアス・フォルクル (Andreas Völkl) - ギター (2001-2014)
- サンドラ・ファン・エルディク (Sandra van Eldik)  - ベース (2001-2014)[注 2]
- イェン・マユラ (Jen Majura) - ベース (2014-2015)
- マルクス・"マッキー"・ソルヴァルト (Marcus "Makki" Solvalt) - ベース (2016-2019)
- ミヒャエル・ハイデンライヒ (Michael Heidenreich) − キーボード (2001-2002)
- コニー・カイザー (Conny Kaiser) − キーボード (2002-2003)
- アルミン・デルフラー (Armin Dörfler) − キーボード (2005-2006)
- ヘニング・シュタイン (Henning Stein) − ドラムス (2001-2003)
- ユリウス・コブリツェク (Julius Koblitzek) − ドラムス (2003-2004)
- バスティ・クリーグル (Basti Kriegl) − ドラムス (2005)
- マルクス・ペルシュケ (Markus Perschke) − ドラムス (2005-2006)
- マヌエル・"マヌ"・ディ・カミッロ (Manuel "Manu" Di Camillo) - ドラムス (2006-2010)

## ディスコグラフィ
アルバム
- Demo 2003 (Demo, 2003)
- 神々の紋章 - Turis Fratyr (2005)
- サーガス - Sagas (2008)
- Die Affeninsel (Single, 2010)
- 再創神 - Rekreatur (2010)
- 神碧の社 - Waldschrein (EP, 2013)
- Karawane (Digital-Single, 2014)
- 源祭壇 - Erdentempel (2014)
- アルマゲドン - Armageddon (2016)
- レネゲイズ - Renegades (2019)